# ジェームズ・ゲイキー
ジェームズ・ゲイキー（James Geikie、1839年8月23日 - 1915年3月1日）は、スコットランドの地質学者・地球科学者である。アーチボルド・ゲイキー (Archibald Geikie) の弟である。
エディンバラに生まれた。エディンバラ大学で学んだ後、1862年から1882年の間、英国地質調査所で働き、1882年に兄の後を継いで、エディンバラ大学の地質学と鉱物学のマーチソン教授職 (Murchison professor) についた。地形の形成の起源と氷河による侵食について研究した。これらの研究の成果は著書 The Great Ice Age and its Relation to the Antiquity of Man（1874年）で発表された。1889年にロンドン地質学会からマーチソン・メダルを受賞した。
地質学以外の分野では、1887年にハイネやドイツの詩人の詩を英語に訳して出版した。

## 著書
- "The Great Ice Age and its Relation to the Antiquity of Man" (1874年)
- "Prehistoric Europe" (1881年)
- "Fragments of Earth Lore: Sketches and Addresses, Geological and Geographical" (1893年)
- "Earth Sculpture" (1898年)
- "Outlines of Geology" (1886年)